# 共公 (曹)
共公（きょうこう、? - 紀元前618年）は、春秋時代の曹の君主（在位前653年 - 前618年）。姓は姫、名は襄。昭公の子として生まれた。昭公の後をうけて曹国の君主となった。文公の父。 
紀元前637年、晋の公子重耳が亡命の旅の途中に曹を訪れた。共公は重耳が一枚肋であると聞いて、浴をしているところを覗いた。
傍に侍っていた重臣釐負羈（きふき）は後の報復を恐れ、壷に食料を詰め、上に璧を乗せて重耳に献じて詫びを入れたが、重耳は食料だけ受け取り璧は返した。（釐負羈は赦すが、共公は赦さないという意味）
後に重耳が晋の文公として即位し、春秋の五覇のひとりとなると、紀元前632年に前の無礼をとがめて曹に侵攻し、共公を捕らえた。曹の田土の一部が宋に与えられた。共公の側近の侯獳が文公を説得して共公を帰国させると、共公は復位した。
紀元前618年、死去した。